# Varanus cumingi
Varanus cumingi là một loài thằn lằn trong họ Varanidae. Loài này được Martin mô tả khoa học đầu tiên năm 1839.

## Hình ảnh

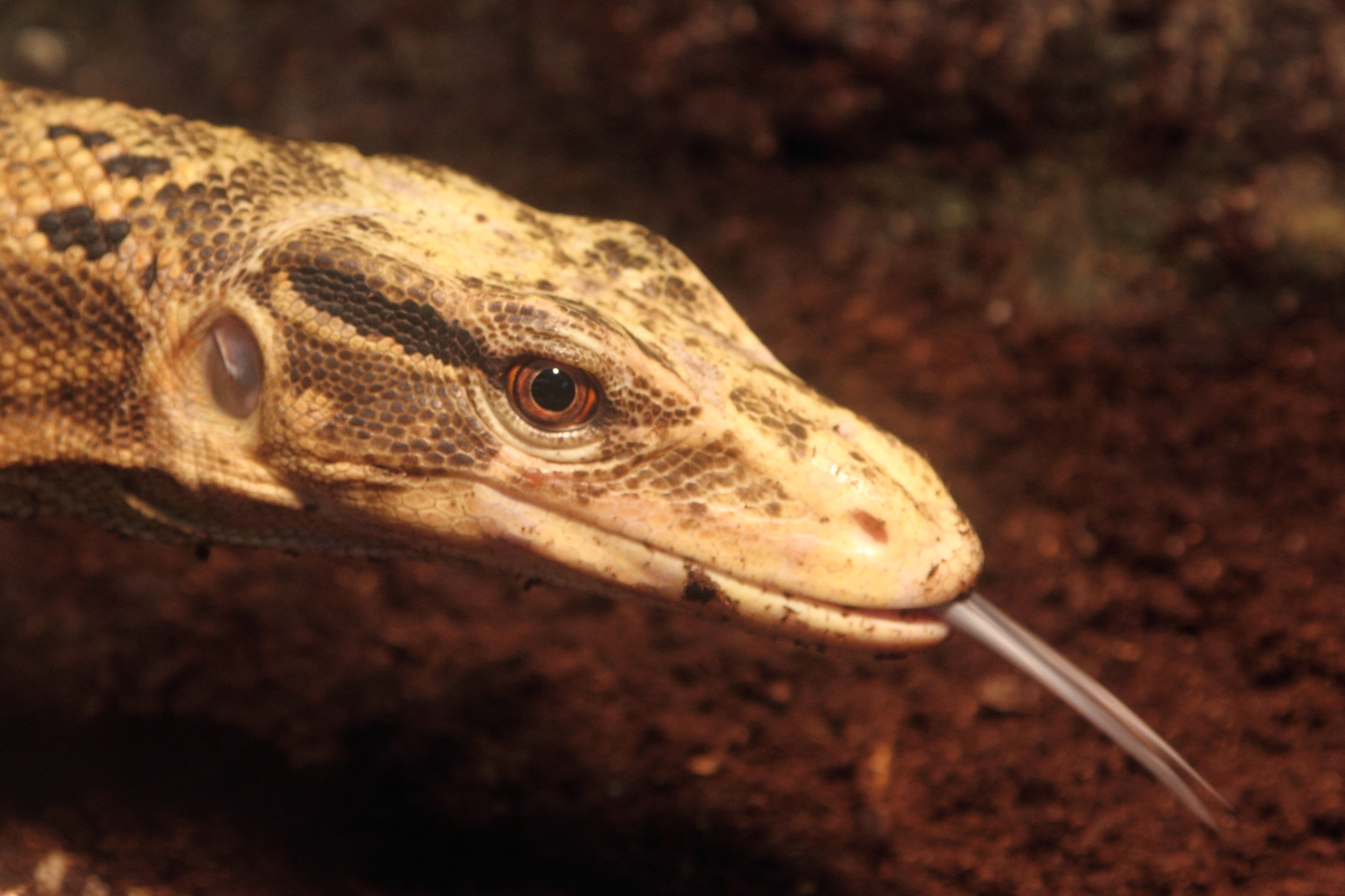
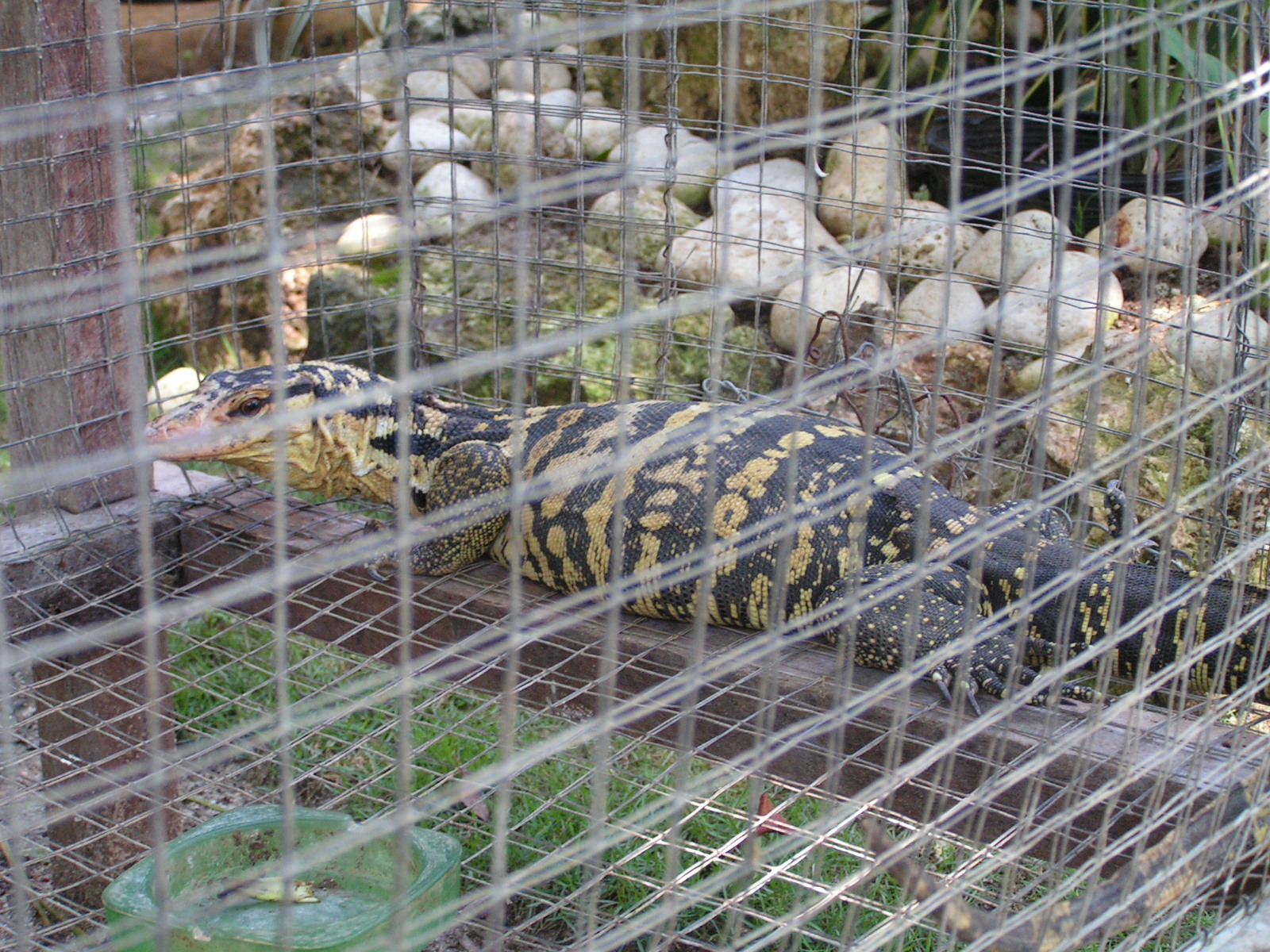
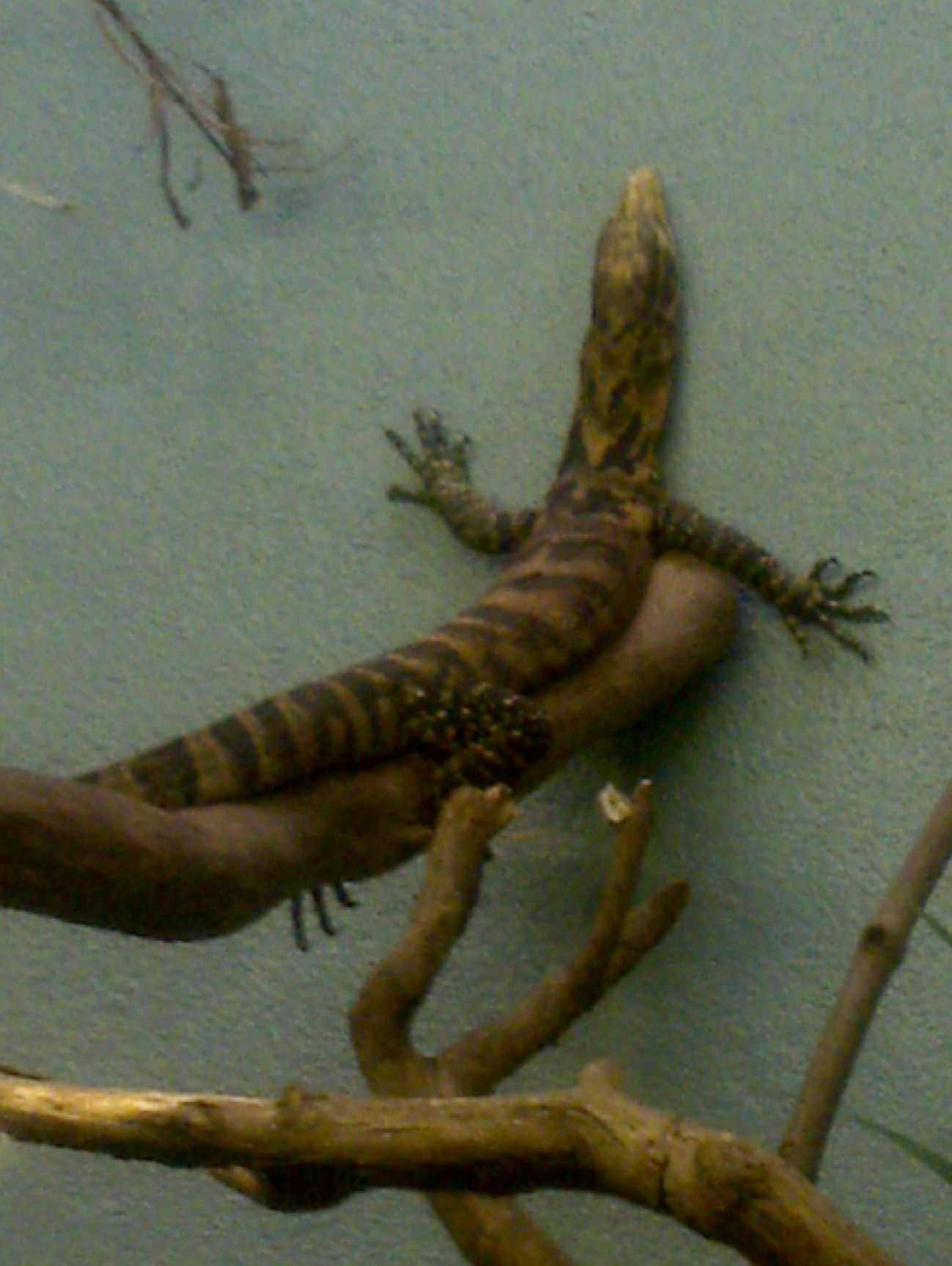